# 勒蒙多尔
勒蒙多尔（法語：Le Mont-Dore，發音：[lə mɔ̃ dɔʁ] ⓘ）是法国海外特殊集体新喀里多尼亞南部省的市镇，面积643平方千米，2019年1月1日人口为27,620人。

## 地理
勒蒙多尔（22°17'0"S, 166°35'0"E）面积643平方千米，位于法国海外特殊集体新喀里多尼亞。
与勒蒙多尔接壤的市镇（或旧市镇、城区）包括：亚泰、丹贝阿、努美阿。
勒蒙多尔的时区为UTC+11:00。

## 行政
勒蒙多尔的邮政编码为98810、98875、98809、98876、98874，INSEE市镇编码为98817。

## 政治
勒蒙多尔的现任市长为埃迪·勒库里厄（Eddie Lecourieux）先生，任期为2020-2026年。

## 人口
勒蒙多尔于2019年1月1日时的人口数量为27620人。